# 안정제
안정제(安靜劑,tranquilizer)는 피질하 영역에 작용하여 정신적 흥분을 가라앉히는 약으로 수면, 진통, 해열, 마취 따위의 작용이 없이 병적인 이상 흥분만을 진정시킨다.
안정제(tranquilizer)는 불안, 공포, 긴장, 초조 및 정신 장애를 치료하기 위해 고안된 약물을 말하며 특히 불안과 긴장 상태를 줄이기 위해 고안되었다.
안정제(Tranquilizer)라는 용어는 F.F. Yonkman (1953)이 언급한바있다. 약물이 투여 된 모든 동물에게 진정 효과가 있음을 보여준 약물 Reserpine을 사용한 조사 연구의 결론에서 발췌. Reserpine은 중앙에서 작용하는 Rauwolfia Alkaloid이다. 이 단어는 사람과 다른 동물의 평온한 상태를 직접적으로 나타낸다.

## 같이 보기
- 진정제
- 리브리엄